# Гудима Ігнатій Пилипович
І́ґнатій Пи́липович Ґу́дима (1 лютого 1882, Дітківці, Королівство Галичини та Володимирії Австро-Угорщина — 1941, там само) — священник-москвофіл, проповідник православ'я на Галичині.

## Життєпис
Іґнатій Ґудима народився у селі Дітківці, в родині сільського дяка. Закінчив спочатку Бродівську гімназію, згодом, греко-католицьку духовну семінарію у Львові. За часів студентства був активним членом товариства до розвитку науки, звичаїв, ощадності під назвою Михайла Качковського москвофільського спрямування, за що після двох років навчання у духовній семінарії він був виключений з неї без права відновлення та вступу до іншого богословського навчального закладу греко-католицької церкви. Після того Ґудима повернувся в Галичину, де певний час працював писарем у крайовій касі в Куликові.
Згодом вирішив виїхати до Російської імперії. Там він планував викладати німецьку мову та отримати православну богословську освіту. По отриманню паспорту для виїзду до Росії, він приїхав до Києва, де й перейшов з унії у православ'я.
У Києві Гудимі порадили поїхати до Яблочинського Свято-Онуфріївського монастиря на Холмщині та вступити на навчання до богословської монастирської школи. Іґнатій прийняв цю пропозицію і, замість викладання уроків німецької мови, охоче поїхав у Холмський край. У Яблочині на той час навчалося декілька галичан та карпато-русинів. Молодий семінарист успішно завершив курс навчання православному віровченню та богослужінню, російського церковного співу. Перед завершенням курсу навчання Гудими в Яблочинський монастир прибув селянин Димитрій Чиборак з села Залуччя над Черемошем, що у Снятинському повіті, місцеве населення якого 1903 року перейшло у православ'я. Чиборак шукав парафіяльного священника для своїх православних односельців. Архієпископ Житомирський і Волинський Антоній (Храповицький), після того як Буковинський митрополит Володимир (де Репта) не відповіли йому на прохання призначити православного священника в село Залуччя, запропонував Ігнатію Гудимі, після вступу в шлюб, прийняти священний сан та очолити Залучанську парафію.
Ще під час навчання Ігнатій познайомився з Олександрою Іванівною Лещинською, батько якої, капітан російського флоту, загинув під час російсько-японської війни, а незабаром померла й мати. Їхня донька, сирота, була відправлена на виховання в притулок для дівчаток при Яблочинському монастирі. Вона дала згоду Ігнатію на його пропозицію про вступ з ним в шлюб. Отримавши благословення адміністрації навчального закладу, наречений та наречена відправилися до Санкт-Петербурга. Сам владика Антоній вінчав їх, потім висвятив Ігнатія в сан диякона та священника. Після хіротонії архієпископ Антоній надав їм право вибору місця служіння — залишатися в Росії або їхати на православну парафію в Залуччя. З благословення архієпископа Антонія о. Іґнатій з дружиною поїхали у жовтні 1911 року на парафію в Залуччя, у якій про своє приєднання до православ'я письмово заявили близько 3000 осіб.
Влітку 1909 року представники православних залучан — Михайло Нагорняк, Димитрій Чиборак та Микола Матвійчук — за пропозицією молодого адвоката Івана Оробця, уродженця цього ж села, відбули до Санкт-Петербурга, де зібрали 7000 рублів пожертв на будівництво православного храму у Залуччі. Все було готово для початку будівництва храму, але у цей момент місцевий війт категорично відмовився надати православним односельцям дозвіл на будівництво церкви. Звернення до вищих інстанцій також не дало позитивного результату.
Прибувши в Залуччя отець Ігнатій зареєструвався (замельдувався) у місцевих війта та жандармерії, і навіть у снятинського воєводи Левицького. Спочатку він мешкав у Василя Оробця, батька адвоката. Згодом селяни на зібрані пожертви побудували для сім'ї священника будинок з домовою каплицею, в якій отець Ігнатій і почав здійснювати богослужіння.
Його ім'я стало відомими в Галичині та за її межами у 1912—1914 роках коли він, разом зі своїм однокурсником по Житомирській семінарії Максимом Сандовичем та львівськими студентами-русофілами Семеном Бендасюком та Колдрою був заарештований австрійською владою за звинуваченнями у шпигунстві та державній зраді
Слідство тривало майже два роки, які Гудима провів у львівській в'язниці. На судовому процесі у квітні-червні 1914 року він, разом з іншими обвинуваченими був визнаний невинним та звільнений. Після звільнення Гудима повернувся до родини у Дітківці.
Восени 1914 року він був заарештований вдруге, цього разу без пред'явлення будь-яких звинувачень, спочатку опинився у в'язниці, а потім етапований до концтабору Талергоф. За свідченнями Талергофського альманаху, перші місяці перебування у таборі Гудима ще намагався вести активне життя, правив православні служби, займався різьбярством. Згодом, внаслідок фізичних та психологічних страждань у нього розвинулося важке психічне захворювання, яке залишилося на все життя. 1917 році він повернувся в Дітківці, де доживав віку як місцевий юродивий, а 1941 року був заарештований гестапо та розстріляний, під час проведення окупаційною владою компанії зі знищення психічнохворих.